# Skibindung

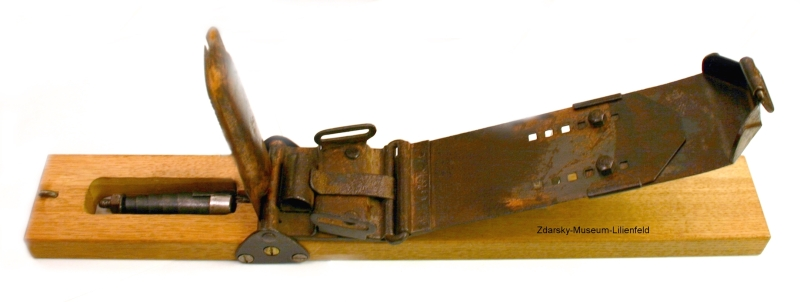
Lilienfelderstahlsohlenbindung von 1896

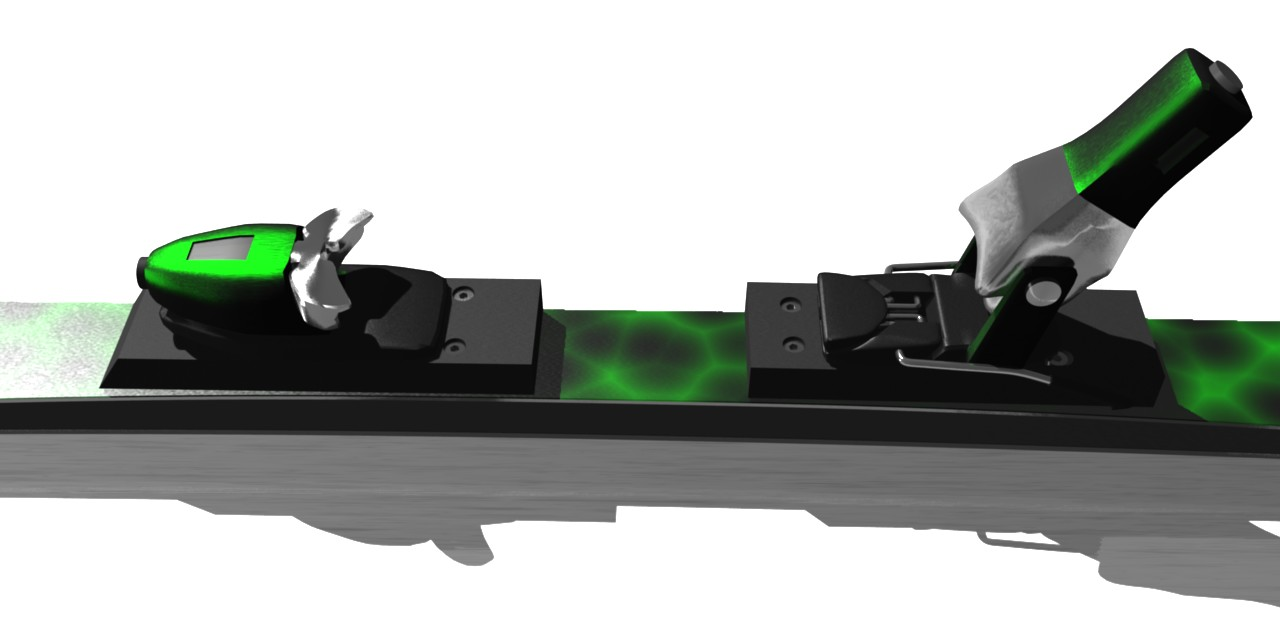
Skibindung von Abfahrtski

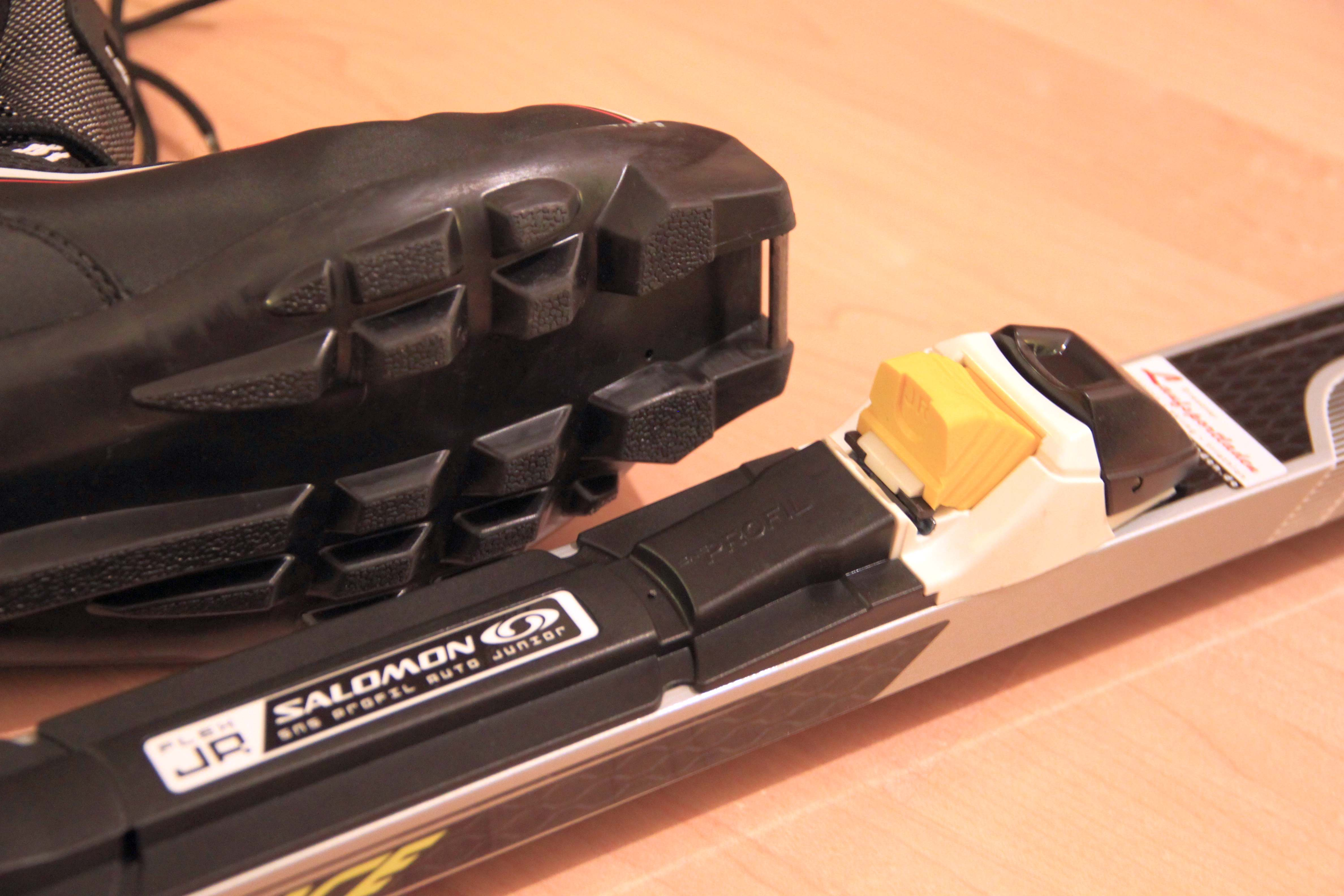
Die SNS-Profil-Langlaufbindung besitzt eine Metallachse, die in die Bindung einrastet.

Als Skibindung (auch: Schibindung) wird der Teil eines Skis bezeichnet, der den Skischuh mit dem Ski verbindet. Es gibt je nach Ski die unterschiedlichsten Skibindungen, die sich vor allem durch unterschiedliche Befestigungsarten des Schuhs am Ski auszeichnen.

## Entwicklung
Die frühesten simplen Skibindungen bestanden aus Weidenruten und wurden später aus Lederriemen und Meerrohr (in Österreich auch als „Rohrstaberl“ bezeichnet) hergestellt.
1884 erfand der norwegische Skipionier Fritz Huitfeldt die Huitfeldt-Bindung, wobei er den bis dahin üblichen Lederbügel durch einen Eisenbacken ersetzte – der Schuh erhielt im Backen einen besseren Sitz. Diese Bindungsart war richtungweisend für die kommenden Jahre. 1896 patentierte der österreichische Skipionier Mathias Zdarsky die Lilienfelder Stahlsohlenbindung.

## Anwendung und Ausführungen
Bei nordischen Skisportarten (zum Beispiel dem Langlauf) sowie dem Telemarken wird der Schuh nur mit der Schuhspitze am Ski befestigt, während die Ferse frei bleibt; bei alpinen Skisportarten werden dagegen sowohl Schuhspitze als auch Ferse mit dem Ski verbunden.

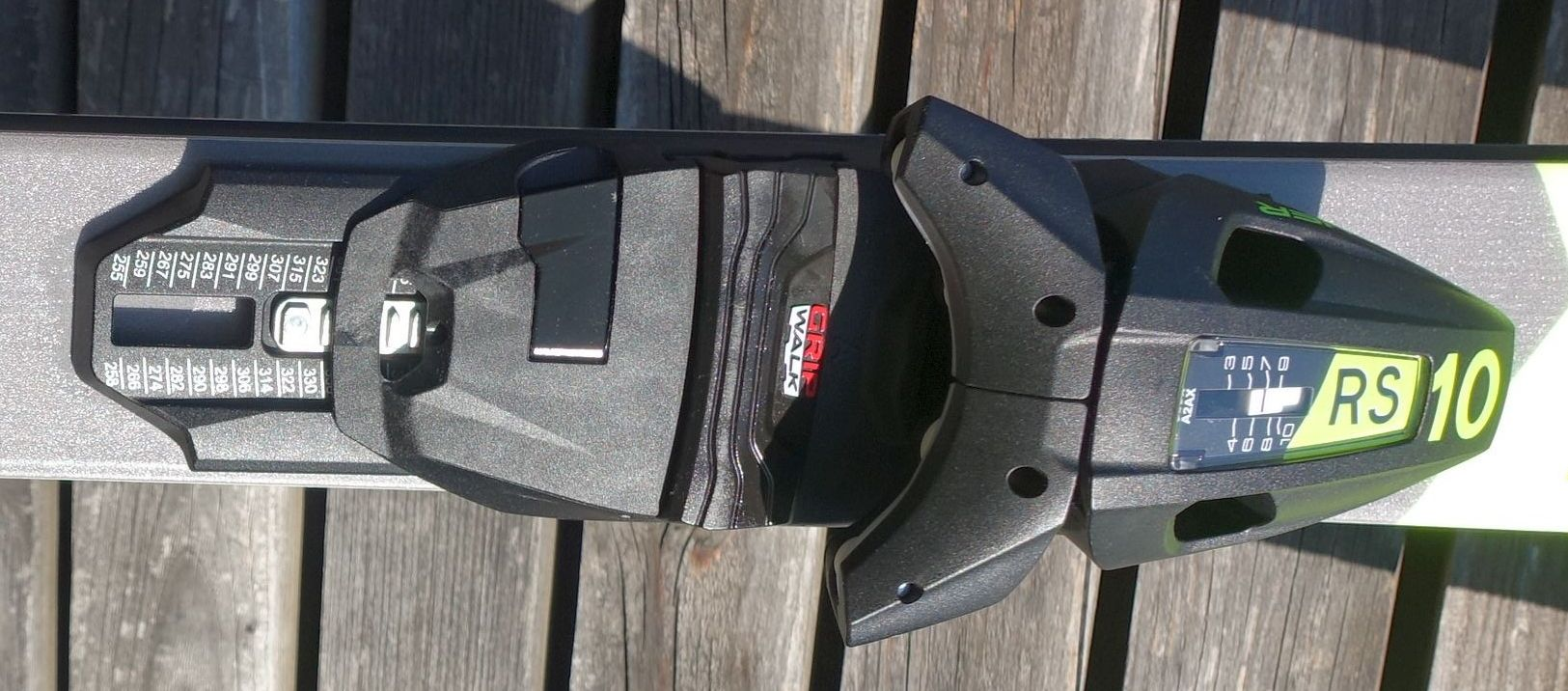
Fischer RS 10 mit Skalierung und Schnellverschluss

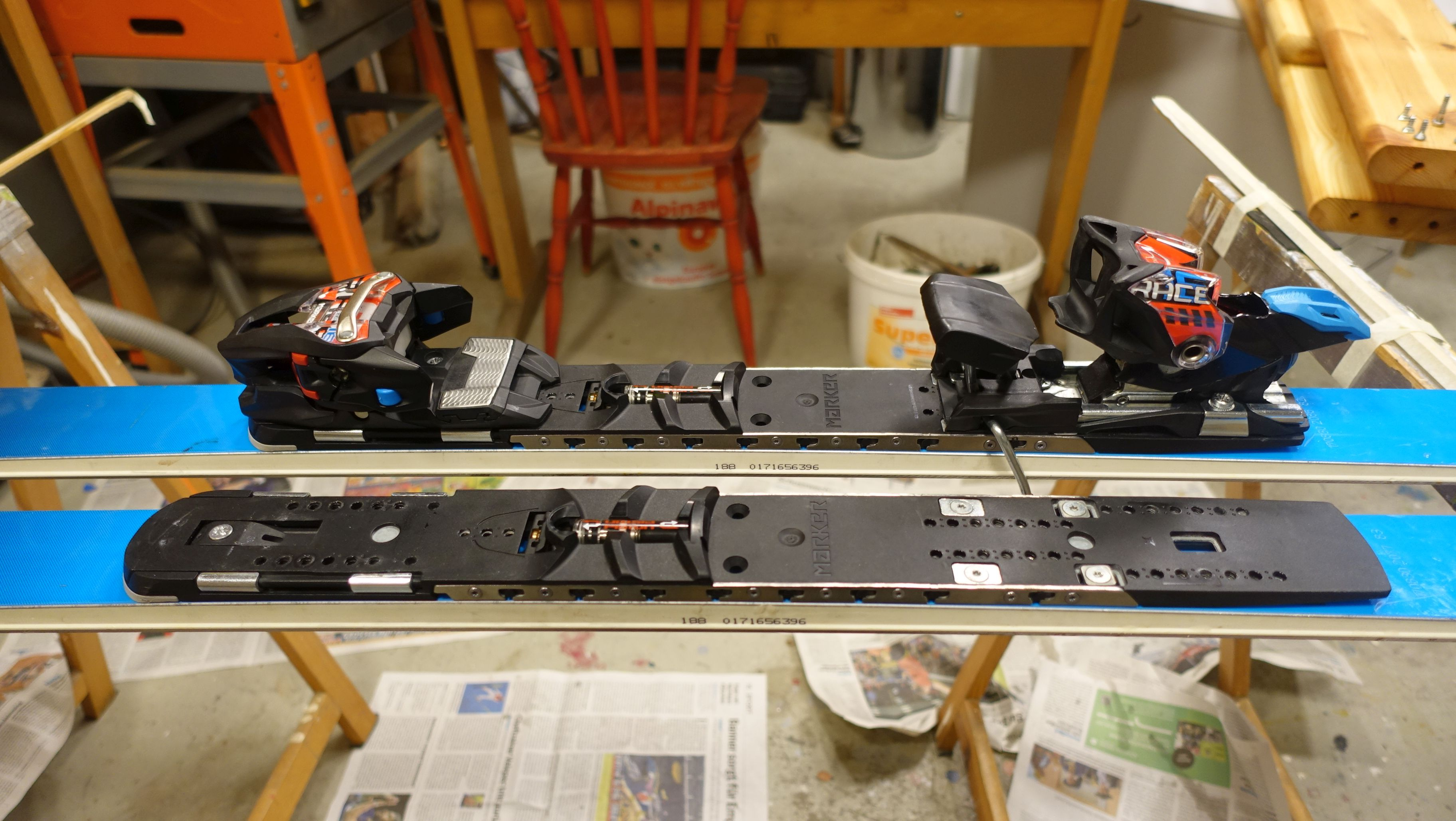
Rennplatte vom Typ Marker (auf Völkl Ski)

### Alpinski-Bindung
Neben der Verbindung von Schuh und Ski sorgt die Skibindung insbesondere beim Alpinski für die korrekte Kraftübertragung vom Fuß auf den Ski, was für die feinfühlige Steuerung des Ski wichtig ist. Die Skibindung ist außerdem wesentlich für die Sicherheit des Sportlers, weshalb eine Alpinskibindung häufig auch als Sicherheitsbindung bezeichnet wird. Eine Sicherheitsbindung verbindet den Schuh mit dem Ski, bis eine bestimmte Grenze der Krafteinwirkung überschritten wird. Bei höherer Belastung löst die Bindung aus und der Ski trennt sich vom Schuh. Ist der Auslösewert nach dem Fahrkönnen und dem Belastungsmaximum des Sportlers korrekt eingestellt, lassen sich so bei einem Sturz Verletzungen durch sperrige Skier an den Füßen vermeiden (siehe auch: Skiunfall).

### Langlaufski-Bindung

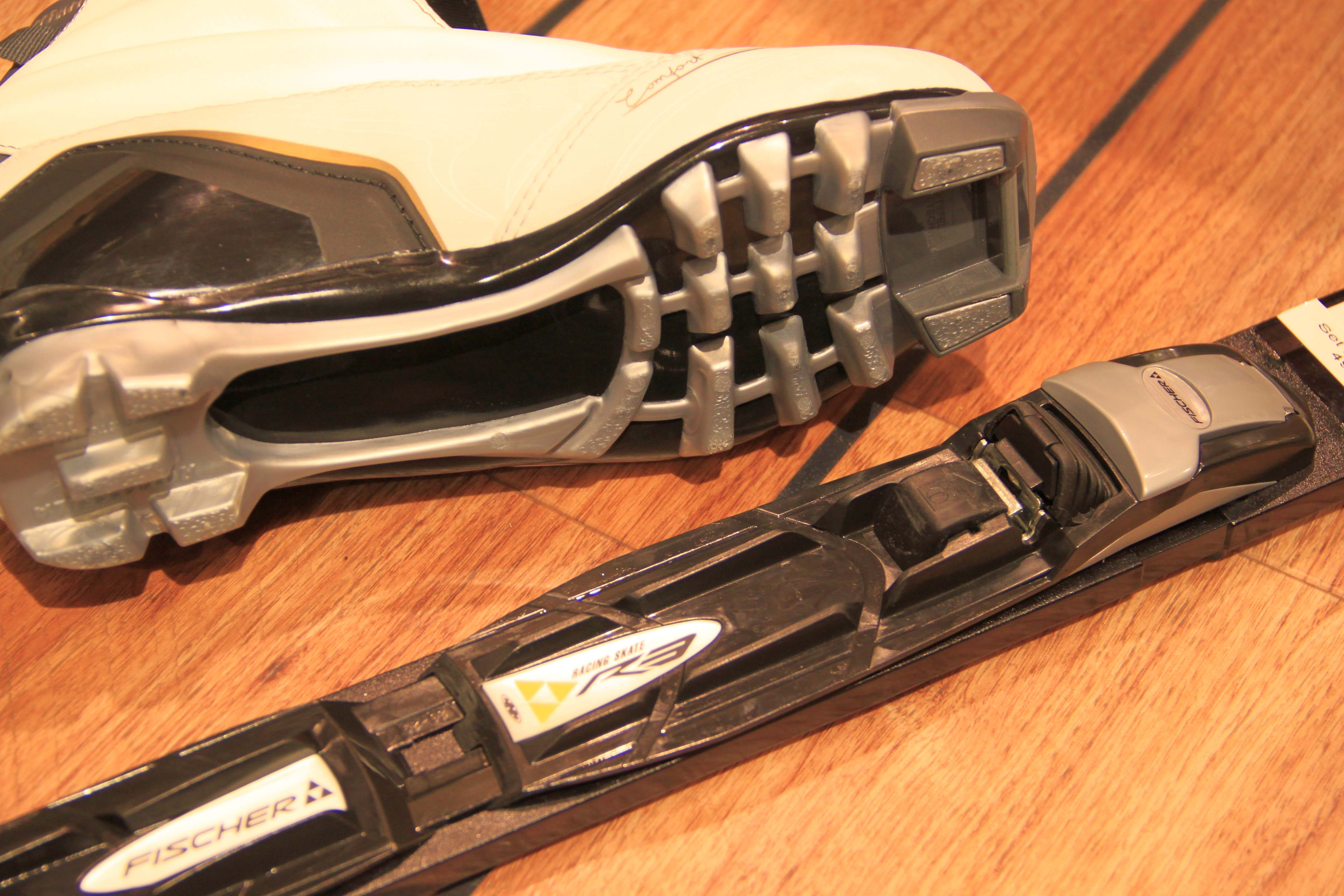
Die NNN-Bindung hat keinen Mittelsteg, sondern zwei Seitenstege.

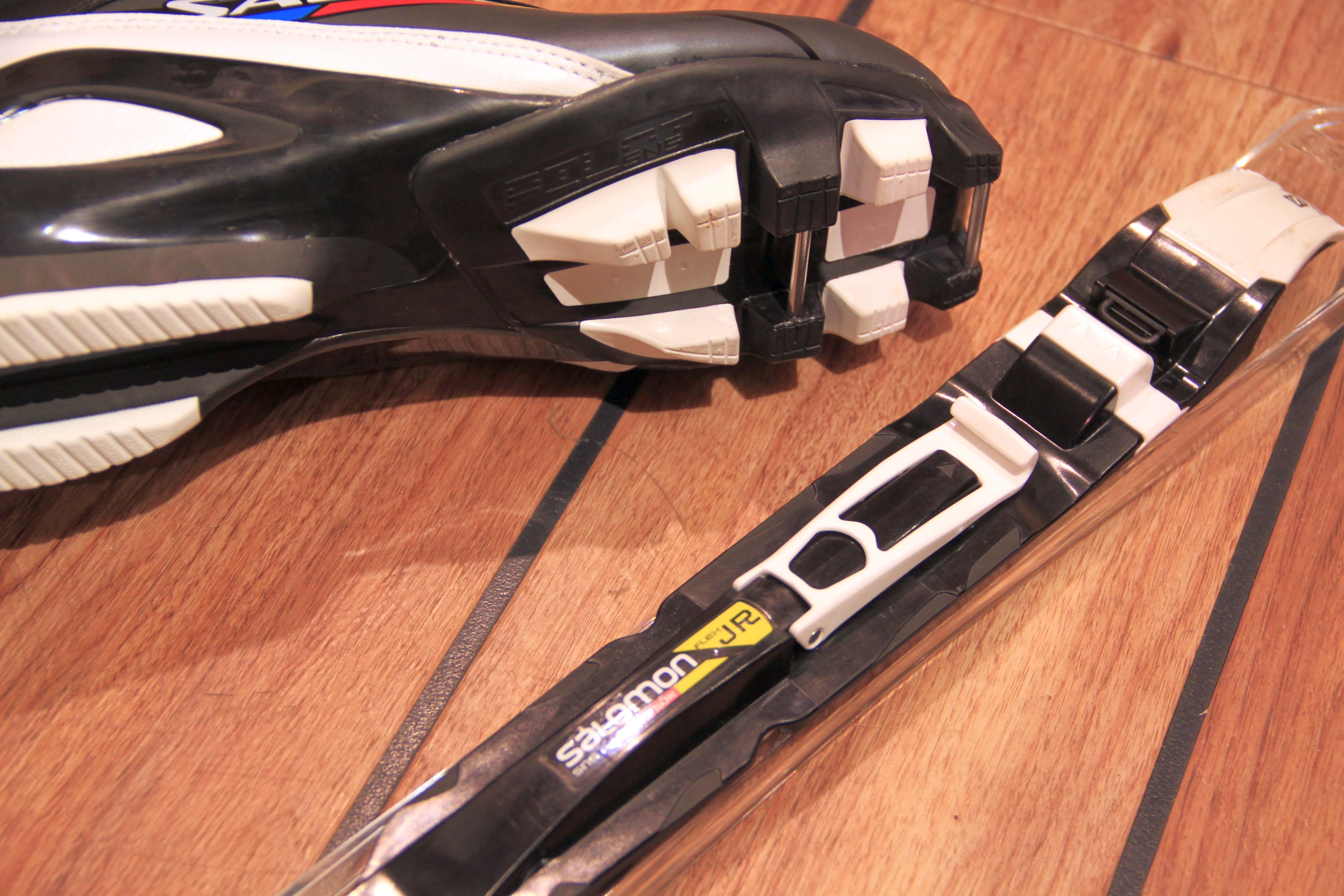
Die SNS-Pilot-Bindung nutzt eine zweite Metallachse im Schuh für eine Zugfeder (weiß) zur Stabilisierung.

Bei Langlaufski sind im deutschsprachigen Raum drei untereinander nicht-kompatible Bindungssysteme im Angebot: SNS (Salomon Nordic System) Profil, SNS Pilot und NNN (New Nordic Norm). Während bei SNS Profil und NNN der Schuh mit einer Metallachse beweglich auf der Bindung gehalten wird, sorgt bei SNS Pilot eine zweite Metallachse im Schuh und eine damit verbundene Metallschiene für erhöhte Seitenstabilität (insbesondere beim Skating-Stil).

### Carvingski-Bindung
Bei Carving-Skis wird oft eine Platte (Dämpfungsplatte, Erhöhungsplatte) zwischen Ski und Bindung montiert. Neuere Ski-Bauweisen, insbesondere die Cap-Bauweise, ermöglichen den Skiherstellern, das Bindungssystem direkt in den Ski zu integrieren. Für den Sportfachhandel bedeutet das eine Erleichterung bei der Montage, für Konsumenten bringen integrierte Bindungssysteme aber auch Nachteile, da auf neu erworbene Ski keine gebrauchten Bindungen mehr montiert werden können.

### Tourenski-Bindung
Für Tourenski gibt es eine spezielle Kombination aus Sicherheits- und nordischer Bindung, die Tourenbindung. Sie fixiert für den Aufstieg nur die Schuhspitze, während die Ferse frei bleibt. Für die Abfahrt kann die Ferse fixiert werden. Viele moderne Tourenbindungen, insbesondere die sogenannten Freeride-Modelle, entsprechen den Anforderungen an pistentaugliche Sicherheitsbindungen.

### Vario-Skibindung
Sogenannte Vario-Skibindungen erlauben das schnelle Verschieben von Fersen- und Frontautomat, um die Bindung entweder schnell auf einen anderen Skischuh anzupassen (beispielsweise beim Skiverleih) oder den Skischuh auf dem Ski zu verschieben, um z. B. eine andere Schwerpunktlage zu erzielen.

## Normen
Skibindungen, Skischuhe und das Vorgehen zur korrekten Einstellung einer Sicherheitsbindung sind nach verschiedenen internationalen Normen (z. B. ISO 11088) genormt.

## Fehlauslösung
Als Fehlauslösung bezeichnet man im Skisport das automatische Öffnen der Bindung in einer Situation, in welcher dieses nicht gewünscht ist. Fehlauslösungen können zum einen durch eine zu weiche Einstellung der Bindung, aber auch bei korrekter Einstellung etwa durch wiederholte Schläge auf den Ski verursacht werden, beispielsweise in einer Buckelpiste. Wiederholen sich starke Schläge auf den Ski in sehr kurzer Zeit, so kann sich die Bindung nicht vollständig rekalibrieren, so dass der nächste Schlag ein Aufspringen der Bindung, die Fehlauslösung, verursacht.